# 다율초등학교
다율초등학교(多栗初等學校)는 대한민국 경기도 파주시에 있는 공립 초등학교이다.

## 학교 연혁
- 2021년 6월 11일 : 교명 다율초등학교 선정[2]
- 2022년 3월 1일 : 개교